# Резолюция 95 на Съвета за сигурност на ООН
Резолюция 95 на Съвета за сигурност на ООН е приета с мнозинство на 1 септември 1951 г. по повод конфликта в Палестина.
С Резолюция 95 Съветът за сигурност критикува практиката на египетското правителство да създава затруднения при преминаването през Суецкия канал на кораби, чиито товар е предназначен за разтоварване в израелски пристанища. Съветът за сигурност е категоричен, че тези практики са несъвместими с целите на мирно регулиране на противоречията между страните в конфликта и с усилията за установяване на пълен мир в Палестина, както е предвидено в подписаното между Египет и Израел Общо споразумение за примирие. По-нататък Съветът постановява, че тези практики представляват злоупотреба с правото на извършване на посещения, обиски и задържане, и при съществуващите обстоятелства не могат да бъдат оправдани с необходимостта от самоотбрана. Освен това резолюцията обявява, че ограниченията за преминаване на товари през Суецкия канал, които пътуват към израелски пристанища, лишават страни, които нямат отношение към конфликта в Палестина, от ценни доставки, необходими за тяхното икономическо възстановяване, и че тези ограничения задно с мерките, наложени от Египет на някои съдове, които са акостирали в израелски пристанища, представляват особено неправомерно нарушение на правото на държавите на мореплаване и свободна търговия помежду им, включително арабските държави и Израел.
Във връзка с това Съветът призовава Египет да отмени всички ограничения за преминаване на международни търговки кораби и товари през Суецкия канал, независимо за къде са предназначени, и да прекрати опитите си да създава каквито и да е било препятствия за такива преминаване на кораби, които прехвърлят значително мерките за безопасно преминаване на канала като цяло и не съответстват на действащите международни конвенции.
Резолюция 95 е приета с мнозинство от 8 гласа „за“, като представителите на Индия, Република Китай и Съветския съюз в Съвета гласуват „въздържали се“. Тя е една от малкото резолюции по палестинския въпрос, открито критикуващи арабски държави, които са приети от Съвета за сигурност преди периода, в който Съветският съюз използва последователно правото си на вето, за да предотвратява приемането на резолюции, съдържащи подобни критики.